# Linia kolejowa nr 364
Linia kolejowa nr 364 – jednotorowa, niezelektryfikowana linia kolejowa znaczenia miejscowego, długości 90,718 km, łącząca stację Wierzbno ze stacją Rzepin. Zlokalizowana na wysokości od 47 m n.p.m. do 136 m n.p.m..
Linia była oddawana do użytkowania odcinkami w trzech etapach:
- 1 grudnia 1887 – otwarto ruch na odcinku Wierzbno – Międzyrzecz
- 1 listopada 1890 – otwarto ruch na odcinku Sulęcin – Rzepin
- 1 czerwca 1892 – otwarto ruch na odcinku Międzyrzecz – Sulęcin

15 stycznia 1994 całkowicie wstrzymano przewozy towarowe na odcinku Wierzbno – Międzyrzecz. Zawieszenie połączeń pasażerskich na całej linii nastąpiło 19 marca 1995. 9 grudnia 2007 przywrócono ruch pasażerski z Międzyrzecza do Rzepina, obsługiwany przez lubuskie autobusy szynowe. 12 grudnia 2010 ponownie zawieszono połączenia pasażerskie na odcinku Międzyrzecz – Rzepin, jednak 6 maja 2011 je przywrócono. 15 grudnia 2013 po raz kolejny zamknięto linię dla ruchu pasażerskiego i od tamtej pory obsługiwany jest wyłącznie ruch towarowy na odcinku Międzyrzecz – Rzepin.